# Suzanne Pairault
Pour les articles homonymes, voir Pairault.
Œuvres principales
- série Jeunes filles en blanc
- série Domino

Suzanne Rémond, dite Suzanne Pairault, née le 2 décembre 1897 à Paris 6e et morte le 13 juillet 1985 à Évecquemont, est une romancière et traductrice française de livres pour la jeunesse ayant essentiellement travaillé pour les éditions Hachette.

## Biographie
Née en 1897 à Paris 6e, Suzanne Rémond publie d’abord des livres pour adultes et traduit des œuvres anglaises en français. À partir de 1950, elle publie des romans pour la jeunesse tout en continuant son travail de traductrice.
Elle est surtout connue pour avoir écrit les séries Jeunes Filles en blanc, des histoires d'infirmières destinées aux adolescentes, et Domino, qui raconte les aventures d'un garçon de douze ans. Les deux séries ont paru aux éditions Hachette respectivement dans la collection Bibliothèque verte et Bibliothèque rose. « Près de deux millions d’exemplaires de la série Jeunes filles en blanc ont été vendus à ce jour dans le monde. »
Elle reçoit le Prix de la Joie en 1958 pour Le Rallye de Véronique. Beaucoup de ses œuvres ont été régulièrement rééditées et ont été traduites à l’étranger. Suzanne Pairault décède en juillet 1985 à l'âge de 87 ans.